# Обречён на любовь (альбом)
Обречён на любовь — сборник альбом Дениса Майданова, вышедший 20 декабря 2019 года на лейбле Orchard.

## Об альбоме
Альбом представляет собой альбом-коллекцию — в основном он состоит из песен, ранее выпущенных Денисом Майдановым в качестве синглов и/или записаных им в дуэте с другими исполнителями. Среди последних — Лолита, Сергей Трофимов, Филипп Киркоров, Игорь Николаев, Олег и Родион Газмановы, Таисия Повалий, Надежда Кадышева, Анжелика Агурбаш, а также супруга Дениса Наталья Майданова. Также альбом включает в себя сольные треки «О ней» (кавер песни Ирины Дубцовой «О нём») и «Снег идёт» (на стихи Бориса Пастернака).
Заглавная песня была написана Денисом Майдановым ещё за семь-восемь лет до выхода альбома (около 2011—2012 годов), но не вошла ни в один из предыдущих альбомов артиста, так как не подходила им по стилю. Лишь в 2017 году песня была запущена в студийное производство, а итоговый её вариант (с новой мелодией и текстом куплетов) был написан Майдановым в феврале 2019 года. 10 июня 2019 года на песню был выпущен клип, содержащий достаточно откровенные сцены, в котором музыкант снялся вместе со своей женой Натальей. В сети клип получил значительную популярность: к 25 июня 2019 года на YouTube он собрал более полутора миллионов просмотров.
Песня «Верность» была написана другом Д. Майданова на стихи Эдуарда Асадова.

Его нетленное стихотворение «Я могу тебя очень ждать» ещё лет 20 назад положил на музыку мой друг из Самары Сергей Савватеев. Песня разлетелась по свету, и все эти годы жила в народе в книжках-песенниках, исполнялась у костра и во дворах под гитару, бродила по интернету. Теперь впервые песня увидит свет в официальном издании, и, наконец, все узнают кто её автор — Сергей Савватеев подарил мне эту песню, и я исполнил её в альбоме под названием «Верность». Вот такая обратная связь с народом получилась.
— Денис Майданов о песне «Верность»
В сольном исполнении песня была включена артистом в альбом «Что оставит ветер». На альбоме «Обречён на любовь» Майданов исполнил эту песню в дуэте со своей супругой Натальей.
Песня «Территория сердца» впервые была издана в 2014 году в качестве сингла с альбома «Пролетая над нами…». На этом же альбоме в качестве бонус-трека впервые появилась песня «Стеклянная любовь».
Песня «Перекрёстки душ» была изначально написана Денисом Майдановым для Анжелики Агурбаш. На данном альбоме Майданов и Агурбаш записали её в дуэте.
Две песни на альбоме («Здесь мы» и «Счастье») — из репертуара Аллы Пугачёвой.

## Критика
Алексей Мажаев поставил за альбом «Обречён на любовь» 7 баллов из 10. Он отметил, что на каждые три песни приходится один хит, что альбом способен стать «отличным праздничным плей-листом». Наименее удачными Мажаев счёл песни «Небо над Россией» («напоминает четырёхминутную рекламу внутренних авиалиний») и «О ней» («сама идея взять такую откровенную песню оказалась более смелой, чем сдержанно-брутальное исполнение»).

## Трек-лист
| №   | Название                                     | Текст песни                        | Музыка                           | Длительность |
| --- | -------------------------------------------- | ---------------------------------- | -------------------------------- | ------------ |
| 1.  | «Обречён на любовь»                          | Денис Майданов                     | Денис Майданов                   | 3:42         |
| 2.  | «Территория сердца (feat. Лолита)»           | Денис Майданов, Константин Арсенев | Денис Майданов                   | 3:57         |
| 3.  | «Жена (feat. Сергей Трофимов)»               | Денис Майданов                     | Денис Майданов                   | 4:24         |
| 4.  | «Верность (feat. Наталья Майданова)»         | Эдуард Асадов                      | Сергей Савватеев                 | 3:51         |
| 5.  | «Стеклянная любовь (feat. Филипп Киркоров)»  | Денис Майданов, Олег Попков        | Денис Майданов, Олег Попков      | 4:00         |
| 6.  | «Перекрёстки душ (feat. Анжелика Агурбаш)»   | Денис Майданов                     | Владимир Матецкий, Леонид Гуткин | 4:09         |
| 7.  | «Небо над Россией (feat. Игорь Николаев)»    | Денис Майданов                     | Денис Майданов                   | 3:45         |
| 8.  | «Мама (feat. Олег Газманов)»                 | Олег Газманов                      | Олег Газманов                    | 3:46         |
| 9.  | «Счастье (feat. Таисия Повалий)»             | Аркадий Славоросов                 | Олег Молчанов                    | 4:06         |
| 10. | «Здесь мы (feat. Родион Газманов)»           | Артур А’Ким                        | Дж. Мосс                         | 3:32         |
| 11. | «Ты войдёшь в круг (feat. Надежда Кадышева)» | Евгений Муравьёв                   | Александр Костюк                 | 3:55         |
| 12. | «О ней»                                      | Ирина Дубцова, Денис Майданов      | Ирина Дубцова                    | 3:48         |
| 13. | «Снег идёт»                                  | Борис Пастернак                    | Юлия Губанова                    | 4:19         |